# Ladèrn de Lauquet
Ladèrn de Lauquet (en francès Ladern-sur-Lauquet) és un municipi francès situat al departament de l'Aude i a la regió d'Occitània.

## Patrimoni cultural
- Abadia de Santa Maria de Rieunette: abadia cistercenca del segle xii, catalogada com a monument històric.